# Општина Силиштеа Кручи (Долж)
Силиштеа Кручи (рум. Siliştea Crucii) општина је у Румунији у округу Долж.
Oпштина се налази на надморској висини од 58 m.